# Rinus Bennaars
Marinus Apolonius ("Rinus") Bennaars (Bergen op Zoom, 14 oktober 1931 – aldaar, 8 november 2021) was een Nederlands voetballer. Hij speelde voor DOSKO, NOAD,  Feijenoord en D.F.C. en kwam vijftien keer uit voor het Nederlands elftal. 

## Loopbaan

### Beginjaren
Bennaars begon tijdens de oorlogsjaren met voetbal bij Nieuw Borgvliet. Na de bevrijding ging hij spelen voor de grotere club DOSKO waar hij in het begin van het seizoen 1948/49 in het eerste elftal debuteerde. DOSKO speelde in de top van de Tweede klasse en werd in 1951 kampioen. In de strijd om promotie moest de Brabantse club het afleggen tegen Theole dat beide ontmoetingen won (1-0 en 2-1). Twee jaar later eindigde DOSKO samen met VV Baronie aan kop van de ranglijst. De kampioenswedstrijd op het met 14.000 toeschouwers volgepakte terrein van RBC in Roosendaal won DOSKO met 2-1 op 21 juni 1953. In de nacompetitie voor promotie was VVH '16 het sterkst. Voor de invoering van het beroepsvoetbal in 1954 raakte DOSKO international Louis Overbeeke kwijt aan Breda. Bennaars, de andere international, bleef zijn club trouw bij de overgang naar de profs. 

### Jeugdinternational
Bennaars nam in 1949 en 1950 met het Nederlands jeugdelftal 16–18 jaar deel aan het Europees kampioenschap. In 1949 werd het EK, officieel FIFA Jeugdtoernooi, in Nederland gehouden. Het Nederlandse jeugdteam bereikte de finale die op 21 april 1949 voor 18.000 toeschouwers in Sparta-stadion Het Kasteel in Rotterdam werd gespeeld. Het Franse jeugdelftal was in de eindstrijd te sterk (4-1). Bennaars scoor de eretreffer voor Oranje.
Een jaar later was het Europees kampioenschap in Oostenrijk. Hij speelde op beide EK’s de drie wedstrijden mee.
Hij kwam daarna nog twee keer uit voor Nederland 18–20 jaar in vriendschappelijke duels met België. In zijn laatste jeugdinterland op 14 april 1951 scoorde hij tweemaal (3-1).

### Nederlands elftal
In november 1951 werd Bennaars als  twintigjarige voor het eerst geselecteerd voor het Nederlands elftal. Dit was opmerkelijk omdat zijn club DOSKO slechts in de Tweede klasse speelde. In de met 6-7 verloren wedstrijd tegen België op 25 november 1951 scoorde Bennaars bij zijn debuut een keer. Met Nederland kwam hij in 1952 uit op de Olympische Zomerspelen in Helsinki. Het Nederlands elftal verloor op 16 juli de enige wedstrijd met 1-5 van Brazilië. Op 7 maart 1954 was Bennaars de matchwinnaar voor Oranje door het enige doelpunt te scoren tegen de amateurs van Engeland (1-0).
Bennaars kwam als DOSKO-speler tien keer uit voor het Nederlands elftal, voor het laatst op 16 mei 1954. Door de invoering van het beroepsvoetbal waren de voorheen in het buitenland spelende profs weer welkom in Oranje. Spelers als Bertus de Harder, Cor van der Hart, Frans de Munck, Rinus Schaap, Theo Timmermans en Faas Wilkes keerden terug na hun verbanning. 

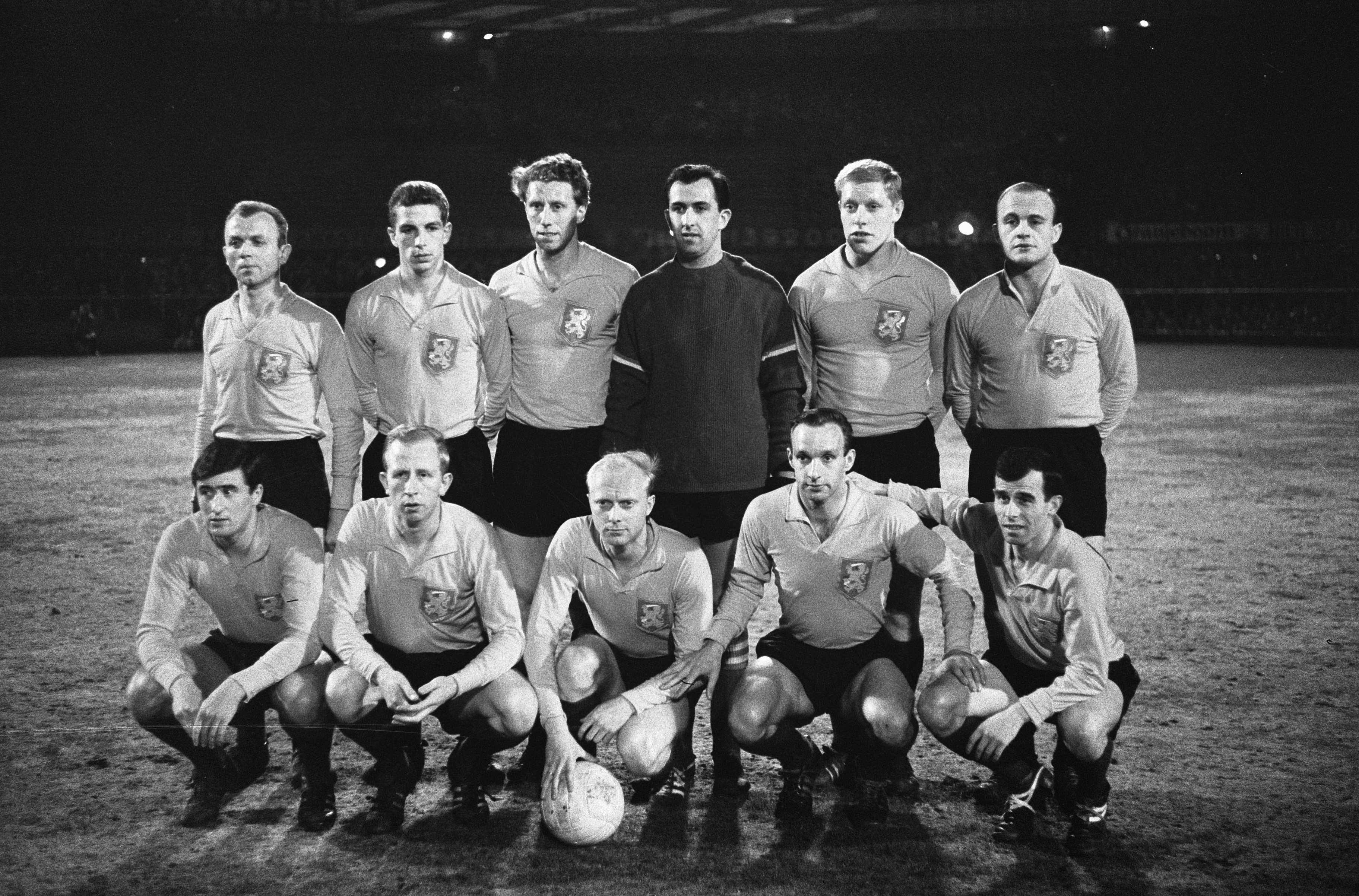
Bennaars, knielend 2e van rechts, in het Nederlands elftal (17 april 1963).

### Hogerop
Bennaars speelde met DOSKO een vrij anonieme rol in de Tweede divisie. In zijn laatste seizoen 1957/58 was hij met twintig doelpunten de clubtopscorer. Daarna zocht hij het hogerop bij NOAD in Tilburg dat in de Eredivisie uitkwam.
NOAD eindigde als voorlaatste en degradeerde. Bennaars vertrok daarop voor 80.000 gulden naar Feijenoord waarvoor hij vijf seizoenen uitkwam. Het werd een succesvolle periode want de Rotterdamse club werd twee jaar op rij landskampioen, in 1961 en 1962. 

### Europa Cup
Zijn debuut in de Europa Cup I luisterde hij op met een doelpunt. Feijenoord won op 6 september 1961 de uitwedstrijd tegen IFK Göteborg met 0-3 en Bennaars scoorde de 0-2. In de return een week later scoorde hij tweemaal en Feijenoord bereikte eenvoudig (8-2 overwinning) de volgende ronde. Daarin werden de Rotterdammers uitgeschakeld door Tottenham Hotspur.
Een jaar later drong Feijenoord door tot de halve finale. Na de uitschakeling van Servette FC speelden de Rotterdammers twee keer gelijk (1-1 en 2-2) tegen Vasas SC. Er was een derde wedstrijd nodig om de winnaar aan te wijzen. Hierin speelde Bennaars een hoofdrol. Want hij scoorde op 12 december 1962 in Antwerpen de enige en winnende treffer waardoor Feijenoord de kwartfinale bereikte. Feijenoord overwon Stade de Reims (1-0 en 1-1) maar sneuvelde in de halve finale tegen Benfica. Na de 0-0 op 10 april 1963 in de thuiswedstrijd verloor Feijenoord op 8 mei in Lissabon met 3-1.

### Terug in Oranje
Door zijn prestaties bij Feijenoord kwam Bennaars ook weer in beeld voor het Nederlands elftal. Na een afwezigheid van bijna negen jaar, speelde hij op 31 maart 1963 zijn elfde interland. Bondscoach Elek Schwartz gaf de voorkeur aan de succesvolle linkervleugel van Feijenoord met Bennaars en Coen Moulijn. De uitwedstrijd tegen Zwitserland eindigde in 1-1. Een opmerkelijke rol speelde hij op 2 mei 1963 in het Olympisch Stadion tegen regerend wereldkampioen Brazilië. Hij was de bewaker van sterspeler Pelé die al na een halfuur naar de kant ging en Nederland won met 1-0.

### Afbouwen bij D.F.C.
In 1964 verkocht Feijenoord hem voor 25.000 gulden aan Tweededivisionist D.F.C.. Met zijn nieuwe club pakte hij het kampioenschap maar verloor op 9 mei 1965 de promotiewedstrijd tegen SC Cambuur (2-6). D.F.C. kreeg nog een kans via de nacompetitie maar ook daarin lukte het niet te promoveren. In zijn tweede seizoen kon D.F.C. toch de Tweede divisie ontstijgen. De derde plaats in de eindstand was voldoende voor directe promotie. Bennaars beëindigde daarna zijn voetballoopbaan en werd trainer van de Zeeuwse amateurclub Tholense Boys. Hij kreeg van de KNVB geen toestemming om zijn oude club DOSKO te trainen omdat hij zijn trainersdiploma niet had gehaald. Hij voetbalde nog vele jaren voor de veteranen van DOSKO en speelde ook zaalvoetbal.
Vanaf zijn zestiende jaar werkte hij bij een constructiebedrijf in Bergen op Zoom waar hij chef magazijn werd. 
Hij overleed op 90-jarige leeftijd in 2011 in zijn woonplaats Bergen op Zoom.

## Clubstatistieken
| Seizoen | Club       | Land      | Competitie             | Competitie | Competitie | Beker | Beker | Internationaal | Internationaal | Overig | Overig | Totaal | Totaal |
| Seizoen | Club       | Land      | Competitie             | Wed.       | Dlp.       | Wed.  | Dlp.  | Wed.           | Dlp.           | Wed.   | Dlp.   | Wed.   | Dlp    |
| ------- | ---------- | --------- | ---------------------- | ---------- | ---------- | ----- | ----- | -------------- | -------------- | ------ | ------ | ------ | ------ |
| 1948/49 | DOSKO      | Nederland | Tweede klasse B Zuid I | 16         | 9          | –     | –     | 0              | 0              | 0      | 0      | 16     | 9      |
| 1949/50 | DOSKO      | Nederland | Tweede klasse B Zuid I | 20         | 12         | –     | –     | 0              | 0              | 0      | 0      | 20     | 12     |
| 1950/51 | DOSKO      | Nederland | Tweede klasse B Zuid I | 18         | 17         | –     | –     | 0              | 0              | 2      | 0      | 20     | 17     |
| 1951/52 | DOSKO      | Nederland | Tweede klasse B Zuid I | 19         | 8          | –     | –     | 0              | 0              | 0      | 0      | 19     | 8      |
| 1952/53 | DOSKO      | Nederland | Tweede klasse B Zuid I | 18         | 7          | –     | –     | 0              | 0              | 4      | 3      | 22     | 10     |
| 1953/54 | DOSKO      | Nederland | Tweede klasse B Zuid I | 22         | 17         | –     | –     | 0              | 0              | 0      | 0      | 22     | 17     |
| 1954/55 | DOSKO      | Nederland | Tweede klasse B Zuid I | 22         | 14         | –     | –     | 0              | 0              | 0      | 0      | 22     | 14     |
| 1955/56 | DOSKO      | Nederland | Eerste klasse C        | 30         | 18         | –     | –     | 0              | 0              | 0      | 0      | 30     | 18     |
| 1956/57 | DOSKO      | Nederland | Tweede divisie B       | 20         | 8          | 2     | 0     | 0              | 0              | 0      | 0      | 22     | 8      |
| 1957/58 | DOSKO      | Nederland | Tweede divisie A       | 24         | 20         | 4     | 1     | 0              | 0              | 0      | 0      | 28     | 21     |
| 1958/59 | NOAD       | Nederland | Eredivisie             | 28         | 10         | –     | 0     | 0              | 0              | 0      | 0      | 28     | 10     |
| 1959/60 | Feijenoord | Nederland | Eredivisie             | 21         | 8          | –     | –     | 0              | 0              | 0      | 0      | 21     | 8      |
| 1960/61 | Feijenoord | Nederland | Eredivisie             | 32         | 13         | 2     | 0     | 0              | 0              | 0      | 0      | 34     | 13     |
| 1961/62 | Feijenoord | Nederland | Eredivisie             | 30         | 10         | –     | 0     | 4              | 4              | 0      | 0      | 34     | 14     |
| 1962/63 | Feijenoord | Nederland | Eredivisie             | 28         | 9          | 1     | 0     | 9              | 2              | 0      | 0      | 38     | 11     |
| 1963/64 | Feijenoord | Nederland | Eredivisie             | 21         | 1          | 2     | 2     | 0              | 0              | 0      | 0      | 23     | 3      |
| 1964/65 | D.F.C.     | Nederland | Tweede divisie B       | 26         | 10         | 1     | 0     | 0              | 0              | 4      | 1      | 31     | 11     |
| 1965/66 | D.F.C.     | Nederland | Tweede divisie B       | 28         | 4          | 2     | 1     | 0              | 0              | 0      | 0      | 30     | 5      |
| Totaal  | Totaal     | Totaal    | Totaal                 | 423        | 195        | 14    | 4     | 13             | 6              | 10     | 4      | 460    | 209    |

## Erelijst
Feijenoord
| Nationaal     |    |                  |
| Landskampioen | 2x | 1960/61, 1961/62 |

 D.F.C.
| Nationaal        |    |         |
| Tweede divisie B | 1x | 1964/65 |